# گروچو مارکس
گروچو مارکس (انگلیسی: Groucho Marx; ۲ اکتبر ۱۸۹۰ – ۱۹ اوت ۱۹۷۷) یک کمدین و هنرپیشه تئاتر، سینما و تلویزیون اهل ایالات متحده آمریکا بود.

## گزیدهٔ فیلم‌شناسی
- عاشق‌پیشه (۱۹۴۹)
- یک روز در مسابقه (۱۹۳۷)
- شبی در اپرا (۱۹۳۵)
- سوپ مرغابی (۱۹۳۳)
- چرندیات (۱۹۳۲)
- بیسکوییت حیوانی (۱۹۳۰)
- خطر طنز (۱۹۲۱)